# Cetema nigrifemur
Cetema nigrifemur är en tvåvingeart som beskrevs av Gabriel Strobl 1909. Cetema nigrifemur ingår i släktet Cetema och familjen fritflugor.
Artens utbredningsområde är Spanien. Inga underarter finns listade i Catalogue of Life.